# Punkcja zatok
Punkcja zatoki szczękowej – zabieg wykonywany przez laryngologa. Polega na usunięciu ropy zgromadzonej w zatoce. Po znieczuleniu miejscowym, laryngolog wprowadza igłę do jamy nosowej, przebija zwykle cienką (przyśrodkową) ścianę zatoki w przewodzie nosowym dolnym, a następnie wstrzykuje roztwór soli fizjologicznej lub leku, wypłukując ropę, która jest wydmuchiwana przez nos (po zatkaniu przeciwległej dziurki nosa) lub po ścianie gardła i należy ją wypluć. Następnie może być podany jeszcze antybiotyk tą samą drogą. Jeśli śluzu lub substancji ropnej było dużo, punkcję można powtarzać.
Płukanie zatoki szczękowej rzadziej może być też przeprowadzone przez przewód nosowy środkowy. Po uprzednim ostrzyknięciu ujścia zatoki szczękowej do jej wnętrza wprowadza się specjalnie zakrzywioną kaniulę. Przez kaniulę można odessać wydzielinę z wnętrza zatoki, przepłukać światło zatoki lub wprowadzić do światła zatoki leki.
Punkcja zatoki czołowej – zabieg operacyjny wykonywany w znieczuleniu ogólnym przez laryngologa. Jednym z typów punkcji zatoki czołowej jest punkcja Kuemel-Becka.
Punkcja zatoki klinowej jest wykonywana przy użyciu specjalnej kaniuli.
Nie wykonuje się punkcji zatok sitowych.
Płukanie zatoki szczękowej można również przeprowadzić przebijając górne dziąsło cienką igłą, przez którą wstrzykuje się roztwór soli fizjologicznej, która wypływa nosem. Zwykle stosuje się ten zabieg po usunięciu zęba, którego korzeń niejako czopował zatokę szczękową, w konsekwencji nieunikniony jest zabieg zszycia zatoki.

Przeczytaj ostrzeżenie dotyczące informacji medycznych i pokrewnych zamieszczonych w Wikipedii.